# Kadirannagaripalli, Bagepalli
Kadirannagaripalli là một làng thuộc tehsil Bagepalli, huyện Chikkaballapur, bang Karnataka, Ấn Độ.